# (Un, dos, tres) María
(Un, dos, tres) María o anche semplicemente María è un brano scritto da Luis Gómez Escolar, KC Porter e Ian Blake ed interpretato dal cantante portoricano Ricky Martin per il suo terzo album A medio vivir (1995). Nel 1996, Martin pubblicò il brano come singolo, il primo negli Stati Uniti e in Europa. La canzone ottenne un enorme successo in tutto il mondo, contribuendo a lanciare la carriera internazionale di Ricky Martin.

## Tracce
CD Maxi
1. Maria (Spanglish Radio Edit) – 4:31
2. Maria (Spanish Radio Edit) – 4:38
3. Maria (Spanglish Extended) – 7:56
4. Maria (Spanish Extended) – 8:10
5. Maria (Spanglish Dub) – 6:04
6. Maria (Perc A Pella Mix) – 5:07

CD Single versione 1
1. Maria (Spanglish Radio Edit) – 4:31
2. Maria (Spanish Radio Edit) – 4:38

CD Single versione 1
1. Maria (Spanglish Radio Edit)
2. Maria (Spanish Radio Edit)
3. Donde Esteras (Pablo And Javier's Moon Mix)
4. Volveras

## Classifiche
| Paese         | Posizione massima |
| ------------- | ----------------- |
| Austria       | 4                 |
| Belgio        | 1                 |
| Germania      | 3                 |
| Svizzera      | 3                 |
| Finlandia     | 9                 |
| Francia       | 1                 |
| Inghilterra   | 6                 |
| Italia        | 5                 |
| Norvegia      | 11                |
| Nuova Zelanda | 7                 |
| Paesi Bassi   | 6                 |
| Spagna        | 1                 |
| Stati Uniti   | 88                |
| Svezia        | 3                 |

### Classifiche di fine anno
| Classifica (1997) | Posizione |
| ----------------- | --------- |
| Italia            | 38        |